# Лабишин
Лабишин (пол. Łabiszyn)  —  город  в Польше, входит в Куявско-Поморское воеводство,  Жнинский повят.  Имеет статус городско-сельской гмины. Занимает площадь 2,91 км². Население — 4403 человека (на 2004 год).